# Hussein Ahmed Salah
Hussein Ahmed Salah (àrab: حسين أحمد صلاح, Ḥusayn Aḥmad Ṣalāḥ) (Ali Sabieh, 31 de desembre de 1956) és un ex atleta de Djibouti especialista en marató.
Guanyà la medalla de bronze als Jocs Olímpics d'estiu de 1988 celebrats a Seül. També guanyà dues medalles en Campionats del Món, a Roma 1987 i a Tòquio 1991, ambdues d'argent. També guanyà la Copa del Món de Marató de la IAAF del 1985.
La seva millor marca és de 2:07:07, assolida l'abril de 1988 a Rotterdam. La seva millor marca en 10.000 metres és de 28:17.4 minuts.